# Manuel Schenkhuizen
Manuel "Grubby" Schenkhuizen, född 11 maj 1986, är en nederländsk professionell datorspelare som blev berömd för att spela Warcraft III. Under sin karriär som proffs med Warcraft III vann Grubby över 38 Lan-turneringar varav 6 världsmästerskap. Grubby har vunnit över 300 000 USD i prispengar och är en av e-sportens populäraste personligheter.

## Turneringssegrar i urval
- World Cyber Games '04, 2004 (San Francisco – USA)
- Electronic Sports World Cup '05, 2005 (Paris – Frankrike)
- BlizzCon '05, 2005 (Los Angeles – USA)
- World E-Sports Festival, 2006 (Qingdao – Kina)
- World Cyber Games 2008, 5–9 november 2008, (Köln – Tyskland)
- e-Stars 2009 – King of the Game, juli 2009 (Seoul – Sydkorea)
- World e-Sports Masters 2009, december 2009 (Hangzhou – Kina)